# Mesa del Salto
Mesa del Salto är en ort i Mexiko.   Den ligger i kommunen Rioverde och delstaten San Luis Potosí, i den centrala delen av landet, 280 km norr om huvudstaden Mexico City. Mesa del Salto ligger 1 205 meter över havet och antalet invånare är 131.
Terrängen runt Mesa del Salto är kuperad åt sydväst, men åt nordost är den platt. Runt Mesa del Salto är det ganska glesbefolkat, med 29 invånare per kvadratkilometer. Närmaste större samhälle är Río Verde, 14,0 km nordost om Mesa del Salto. I omgivningarna runt Mesa del Salto växer huvudsakligen savannskog.